# 水雉科
水雉科（学名：Jacanidae），又名雉鸻科，是鸟纲鴴形目的一个科，主要分布在全世界的热带及亞熱帶地区，为涉禽。特征为粗大的脚和爪，能在浅湖的浮游植物上行走，雌鸟体型比雄鸟大。以昆虫和其他无脊椎动物为食。

## 分類
現時共計六屬八種：
- 水雉屬
  - 水雉（Hydrophasianus chirurgus）：又名「雉尾水雉」，主要分布於副熱帶至熱帶季風亞洲。
- 銅翅水雉屬
  - 銅翅水雉（Metopidius indicus）：主要分布於南亞、東南亞等地。
- 冠水雉屬
  - 雞冠水雉（英语：Comb-crested jacana）（Irediparra gallinacea）：分布於東南亞至澳洲東北部。
- 小雉鴴屬
  - 小雉鴴（英语：Lesser jacana）（Microparra capensis）：分布於非洲中部至東南部。
- 非洲雉鴴屬
  - 非洲雉鴴（Actophilornis africanus）：分布於漠南非洲。
  - 馬島雉鴴（Actophilornis albinucha）：分布於馬達加斯加島。
- 美洲水雉屬
  - 美洲水雉（英语：Northern jacana）（Jacana spinosa）：又稱「北方水雉」，分布於墨西哥至西印度群島等中美洲地區。
  - 肉垂水雉（英语：Wattled jacana）（Jacana jacana）：主要分布於南美洲。